# Niskasaari (ö i Kajanaland, Kehys-Kainuu, lat 64,57, long 29,74)
Niskasaari är en ö i Finland. Den ligger i sjön Pieni Kuumujärvi och i kommunen Kuhmo i den ekonomiska regionen  Kehys-Kainuu  och landskapet Kajanaland, i den centrala delen av landet, 500 km nordost om huvudstaden Helsingfors. Öns area är 0,7 hektar och dess största längd är 190 meter i öst-västlig riktning.